# Mormonia olivescens
Mormonia olivescens är en fjärilsart som beskrevs av W. Warren 1913. Mormonia olivescens ingår i släktet Mormonia och familjen nattflyn. Inga underarter finns listade i Catalogue of Life.